# Joule (Zeitschrift)
Joule ist eine begutachtete wissenschaftliche Fachzeitschrift, die von Cell Press herausgegeben wird, einem Imprint von Elsevier. Sie ist die Schwesterzeitschrift von Cell, die bereits seit 1974 erscheint. Die Erstausgabe erschien im September 2017. Chefredakteur ist Philip Earis, ein Physiker, der zuvor bereits an der Auflegung von Energy and Environmental Science (Royal Society of Chemistry) beteiligt war.
Die Zeitschrift wird als Ort für "bahnbrechende Energieforschungen" vermarktet, die einen transdisziplinären Ansatz verfolgt und damit verschiedene Forschungsdisziplinen aus dem Energiebereich zusammenführen soll. Genannt werden unter anderem Naturwissenschaften, technische Disziplinen, Wirtschaftswissenschaften sowie Politik- und Sozialwissenschaften. Kernthema der Zeitschrift ist der Wandel hin zu einer nachhaltigeren Energieversorgung. Veröffentlicht werden Arbeiten von der Grundlagenforschung im Labor über Energiewandlung und -speicherung bis hin zu Untersuchungen, die sich mit globalen Zusammenhängen befassen.
Hierfür stehen verschiedene Artikeltypen zur Verfügung: Neben herkömmlichen originären Forschungsarbeiten und Reviews werden auch Perspektiven, Previews, Future-Energy-Artikel und Kommentare publiziert.